# Agrupación Balonmano Gijón Jovellanos
La Agrupación Balonmano Gijón Jovellanos es un  club deportivo de balonmano masculino con sede en Gijón, Asturias (España), que compite en la Primera División Nacional.
También tiene varios equipos filiales (infantiles. cadetes, juveniles y sénior) que compiten bajo las diferentes denominaciones de las canteras alrededor de las cuales nació.

## Historia
Fundado en mayo de 2009, el Gijón Jovellanos se formó para aglutinar el trabajo de los equipos de la cantera gijonesa: Colegio del Corazón de María, Colegio de la Inmaculada, Colegio Ursulinas (ahora Montedeva), Centro de Formación Profesional Revilla-Gigedo y Grupoastur Balonmano.
Disputó sus dos primeras temporadas en la Primera División, ascendiendo a la División de Honor Plata de Balonmano en la temporada 2010-2011.
En la temporada 2011-2012 quedó quinto al término de la temporada regular, clasificándose para la fase de ascenso a la Liga ASOBAL disputada en Cangas del Morrazo, donde perdió el primer partido contra el equipo anfitrión por un gol de diferencia y quedó eliminado.
En la temporada 2012-2013 ascendió a la Liga ASOBAL, tras derrotar el 13 de abril de 2013 al Puente Genil en el pabellón de Deportes La Arena por 25-22, a falta de dos jornadas para el final de la temporada regular. Al término de la temporada cambió su campo de juego del pabellón de Deportes La Arena al Palacio de Deportes de Gijón.
Consiguió la permanencia en la Liga ASOBAL 2013-14, pero descendió en la temporada 2014-2015.
En la temporada 2017-18 en categorías inferiores consiguió los títulos de seis categorías, desde alevines hasta la categoría sénior.
El internacional Abel Serdio fue jugador del club.
Ha disputado sus partidos oficiales en el Complejo Deportivo Moreda Natahoyo (2009–2010), Pabellón de Deportes La Arena (2010-2013) y Palacio de Deportes de Gijón (2013-presente).

## Nombres comerciales
Por motivos de patrocinio, el equipo ha tenido las siguientes denominaciones:
- Medicentro Gijón (2009-2011)
- Juanfersa Gijón (2012-2013)
- Juanfersa Grupo Fegar (2013-2014)
- Juanfersa Gijón (2014-2015)
- Juanfersa Comunicalia (2015–2016)
- Procoaf Gijón (2017-2019)
- DKV Gijón (2019-2020)
- FinetWork Gijón (2020-2023)
- Royal Premium Gijón Jovellanos (2023-act)